# 神戸市立兵庫図書館
神戸市立兵庫図書館（こうべしりつひょうごとしょかん、Kobe Hyogo Municipal Library）は、神戸市が神戸市立図書館の地域拠点館として兵庫区に設置している公立図書館である。
2016年（平成28年）度の集計では蔵書数が104,880冊で中央図書館と東灘図書館に次ぎ市内11館中で第3位、来館者数は243,320人で第7位、貸し出し冊数は354,318冊で第9位となっている。

## 概要
1984年（昭和59年）に廃止された当時の国鉄兵庫貨物駅の兵庫臨港線貨物ヤード跡地を再開発したキャナルタウンに入居する。1970年代から神戸市立図書館が進めて来た各行政区ごとに1館を設置する方針により整備された地域拠点館としては最後の開館となったが、これは中央図書館が兵庫区と旧生田区（現在の中央区西部）の境界付近に立地していると言う事情が大きいと言われる。
1996年（平成8年）の開館後、中央図書館から移譲された戦災関連資料を整理して「戦災記念資料室」を設置したのを始め、健康・福祉コーナーを設置するなど他区の拠点館に見られない特徴を有している。
2016年（平成28年）、開館20周年を記念して兵庫図書館オリジナルのマスコットキャラクター「図書子ちゃん」がデビューした。

## 特色ある活動
本館独自の活動やコレクションとして以下のものが挙げられる。

### 戦災記念資料室
1945年（昭和20年）6月の神戸大空襲による市街地の被害状況に関する記録の収集・保存を行っている「神戸空襲を記録する会」から市立図書館に寄託された資料が1996年（平成8年）の開館後に中央図書館から本館に移され、戦災記念資料室として公開されている。
代表的な展示物として、兵庫県庁舎前の電線地下埋設工事に伴い伐採されることになったため2002年（平成14年）に譲り受けた「戦災プラタナス」がある。

### 健康・福祉コーナー
2012年（平成24年）に市内各区の地域拠点館で開設された「おきしお文庫」では各館ごとに収集テーマが設定されているが、兵庫図書館では文庫が設置される以前の2002年（平成14年）から館内に健康・福祉コーナーを設置して関連資料の収集を重点的に行っており、文庫のテーマも命・健康（総合）とされている。

## アクセス
- 所在地：652-0897 兵庫県神戸市兵庫区駅南通5-1-1 キャナルタウンイースト2階

山陽本線（JR西日本）・兵庫駅下車徒歩2分、阪神神戸高速線・大開駅から南東へ徒歩8分。

### 周辺
- キャナルタウン兵庫
  - 神戸市健康づくりセンター
  - 神戸キャナルタウン郵便局
- 兵庫勤労市民センター
- 神戸市立明親小学校